# Carnevale e altri racconti postumi
Carnevale e altri racconti postumi (Carnival: Entertainments and Posthumous Tales) è una raccolta di racconti scritto da Karen Blixen e pubblicato postumo nel 1977.

## Racconti
La raccolta è composta da undici racconti brevi scritti da Karen Blixen, ma pubblicati sotto lo pseudonimo di Isak Dinese. La prefazione del libro è ad opera di Frans Lasson. La raccolta comprende Carnevale, il primo racconto scritto con il celebre pseudonimo e Secondo Incontro, ultimo racconto scritto in vita dalla Blixen.
1. La famiglia de Cats
2. Zio Theodore
3. Carnevale
4. L'ultimo giorno
5. Zio Seneca
6. L'uomo grasso
7. Anna
8. I cavalli fantasma
9. La signora orgogliosa
10. L'orso ed il bacio
11. Secondo incontro

## Zio Seneca

### Trama
La figlia di un attore viene invitata a trascorrere una settimana in casa della sorella della madre deceduta, che proveniva da una famiglia facoltosa con la quale aveva tagliato i ponti dopo il matrimonio con lo squattrinato marito. La ragazza arriva piena di prevenzioni circa quei ricchi parenti, ma si accorge con sgomento che in realtà vivere a quel modo le piacerebbe moltissimo. E ne avrebbe la possibilità, perché un cugino della famiglia chiede la sua mano. Per mettersi al riparo delle tentazioni gli risponde che lo sposerà solo quando avrà trovato il denaro per fare una statua al padre, sapendo che non avrà mai la possibilità di trovare quella somma elevata. Ma dopo poco essere rientrata a casa sua, le arriva la notizia che Zio seneca, un vecchietto che aveva conosciuto nel corso della visita, e che le aveva raccontato una strana storia, è morto e le ha lasciato la somma, a patto che nella prima pietra del monumento (che dunque non si vedrà mai) lei faccia incidere: alla memoria di J.L.S.

### Citazioni
- “Jack lo squartatore sono io – dichiarò zio Seneca – sono rimasto molto colpito – soggiunse – quando avete rivelato a Eulalia di essere nata il 7 agosto 1888, giacché quella fu la data del primo – rifletté un momento – e nessuno al mondo lo sapeva. È una ben stana sensazione – continuò – ti ritrovi a camminare in una strada piena di gente, nessuno ti guarda, eppure tutti, in quella folla, stanno cercando te. Non ho avuto mai molti amici; la mia famiglia era molto rigida. Eppure a quell'epoca si poteva dire che mi conoscessero tutti. Mi diedero un nome: ‘Jack’. È un nome vispo, certo più di Seneca, non trovate? Un nome da marinaio. E poi, ‘lo Squartatore’. E questo, non è gagliardo? Quando seppi che mi avevano ribattezzato così, me ne compiacqui. E nessuno sapeva… Il secondo, avvenne l'ultimo giorno del mese, e il terzo una settimana dopo. Ci volle una bella dose di sangue freddo per rimettersi all'opera tanto presto, non siete d'accordo?... il terzo fu un lavoro da maestro. Un'altra volta, quando avremo più tempo, vi racconterò qualcosa di più sul terzo. Volete sapere un particolare curioso? Benché non si facesse che parlare di Jack, quasi nessuno ne parlava con me. Dopo aver letto i quotidiani, i miei familiari li mettevano da parte. In quei giorni avevano titoli cubitali: “Chi è Jack lo Squartatore?”, “Dov'è Jack lo Squartatore?”. Io li leggevo dal tavolino del salotto, e in qualsiasi momento avrei potuto rispondere: “Eccolo qui”. Ieri sera avete parlato di un nome, di una persona che reclamava un nome immortale. Eccovi, invece, un nome immortale che, per così dire, reclama una persona. La mia famiglia mi aveva sempre preso in giro perché mi piaceva specchiarmi, e a quel tempo presi a fissare più spesso che mai l'uomo che ricambiava il mio sguardo. Ieri sera ho compreso che vostro padre ha bisogno di quel monumento perché lui non ha mai avuto che la messinscena; lui non l'ha mai fatto davvero”.

## Edizioni
- Karen Blixen, Carnevale e altri racconti postumi, traduzione di E. Kampmann, collana Biblioteca Adelphi, Adelphi, 1990,  p. 392, ISBN 978-88-459-0727-2.